# Tortriciforma chloroplaga
Tortriciforma chloroplaga är en fjärilsart som beskrevs av George Francis Hampson 1905. Tortriciforma chloroplaga ingår i släktet Tortriciforma och familjen trågspinnare. Inga underarter finns listade i Catalogue of Life.